# NGC 4128
NGC 4128 (другие обозначения — UGC 7120, MCG 12-12-2A, ZWG 335.3, PGC 38555) — линзообразная галактика (S0) в созвездии Дракона. Открыта Уильямом Гершелем в 1793 году.
Галактика не наблюдается в инфракрасном и радиодиапазонах. Изофоты разного размера этой галактики имеют разную форму. Показатель цвета ядра более красный, чем у остальной галактики. Галактика наилучшим образом описывается моделью звёздного населения с возрастом 14 миллиардов лет и с металличностью от −0,38 до 0. Кривая вращения галактики имеет необычно плоскую форму во внутренних 0,2 секундах дуги в галактике и положительна с обеих сторон. Из этих и других параметров можно предположить, что ядро галактики, размером 35 парсек, кинематически отделено от остальной галактики.
Этот объект входит в число перечисленных в оригинальной редакции «Нового общего каталога».
Галактика NGC 4128 входит в состав группы галактик NGC 4128. Помимо NGC 4128 в группу также входят NGC 4034 и NGC 4120.